# Friedrich Jahn (Gastronom)
Friedrich Franz Jahn (* 29. Dezember 1923 in Linz-Urfahr, Österreich; † 15. Dezember 1998 in Bad Wiessee, Deutschland) war ein österreichischer Gastronom, der auch die Schweizer Staatsangehörigkeit besaß. Er gründete die Schnellrestaurantkette Wienerwald.

## Leben
Friedrich Jahn wurde am 29. Dezember 1923 als Sohn des Hilfsarbeiters Ludwig Jahn (* 22. Juli 1900 in Schwertberg) und dessen Ehefrau Josefa (geborene Hofstetter; * 1. Juli 1902 in St. Peter bei Linz) in Linz-Urfahr geboren und am 5. Jänner 1924 auf den Namen Friedrich Franz getauft. Seine Eltern hatten am 9. August 1921 geheiratet. Er wuchs in einer armen Familie im Mühlviertel in der Umgebung von Linz auf; sein Vater war kriegsversehrt.
Jahn war 1955 Kellner in einem Hotel in München, als er dort sein erstes Wienerwald-Restaurant gründete. Daraus entwickelte sich die Wienerwald-Holding, zu der aber nicht nur die Wienerwald-Lokale, sondern u. a. auch der Touristikveranstalter Jahn Reisen, Weinkellereien, Autobahnraststätten in Österreich, ein Transportunternehmen, ein Grillgerätehersteller, eine Druckerei, Immobiliengesellschaften, Hotels, Beratungsgesellschaften für die Gastronomie, mehrere Weinlokale und der Verlag Laterna Magica gehörten.
Außer in Deutschland und in Österreich, wo er herstammte, war Jahn auch in der Schweiz, in der er zeitweilig lebte und deren Staatsbürger er 1977 wurde, in Liechtenstein, Südafrika, Spanien, Luxemburg, Niederlande, Frankreich, Italien, Namibia, Japan, Philippinen und Finnland geschäftlich aktiv. Sein „zweites Standbein“ schuf sich Jahn in den USA, wo er neben den Wienerwald-Restaurants (eines davon im Hotel Waldorf Astoria in New York City) folgende Restaurantketten besaß: IHOP, Copper-Penny, LOVE'S, Ranch-House und LUMS.
Im November 1973 wurde seine Tochter, Evelyn Jahn, in München verschleppt und für drei Millionen D-Mark Lösegeld drei Tage später freigelassen. Die Entführer wurden gefasst.
Später machte er dann das Franchising in Deutschland populär. 1980 verfügte der Konzern über 1.536 Restaurants weltweit mit etwa 27.000 Mitarbeitern und etwa 2,3 Mrd. Schweizer Franken Umsatz.

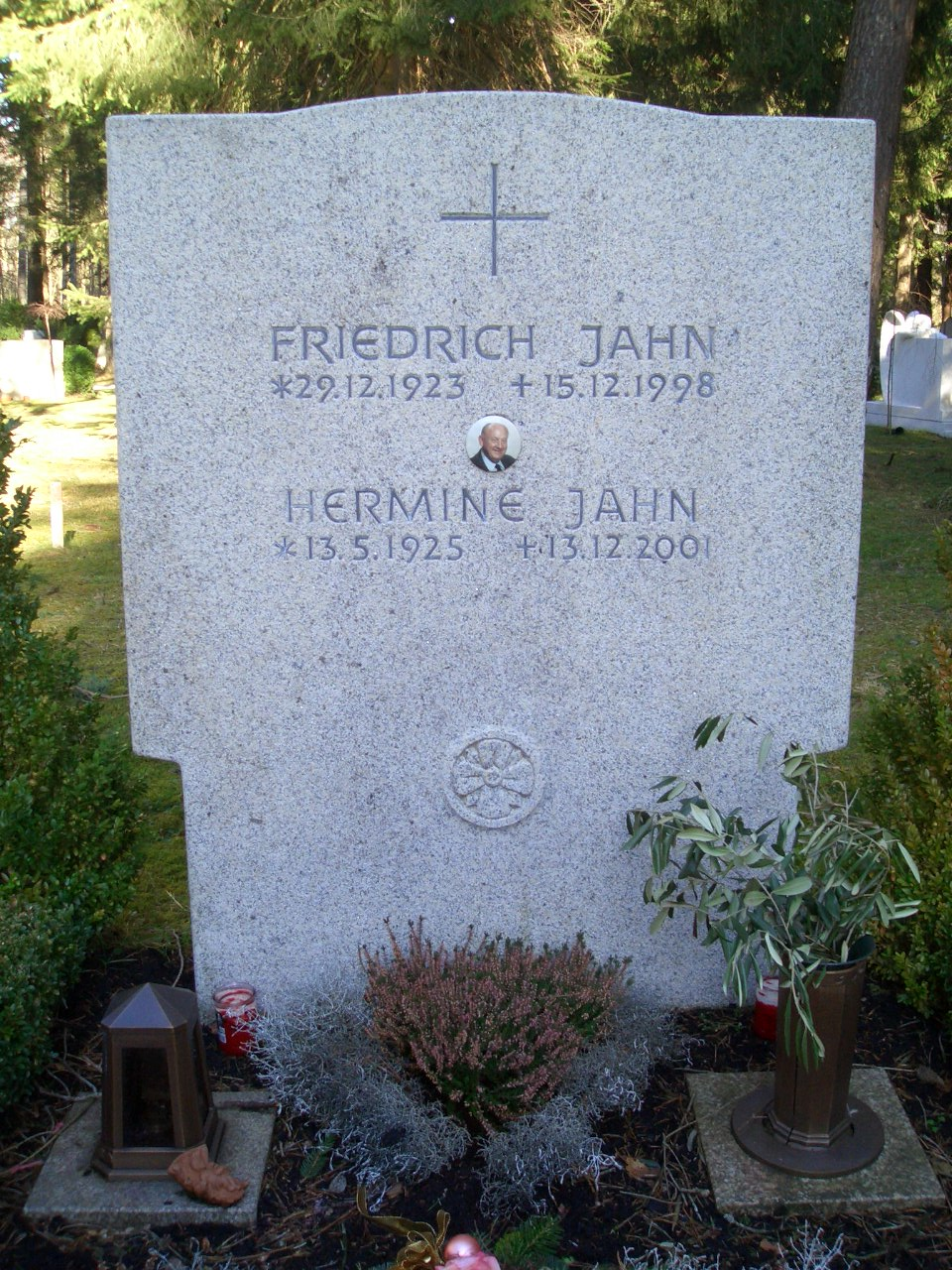
Grab von Friedrich Jahn und seiner Gattin Hermine auf dem Waldfriedhof Grünwald

Nach einem Artikel in der Süddeutschen Zeitung im Frühjahr 1982, in dem die Kreditwürdigkeit des Unternehmens angezweifelt wurde, beendeten Banken die Zusammenarbeit mit Wienerwald. Im November 1982 musste die Unternehmensgruppe Wienerwald erstmals Vergleich anmelden. Gründe hierfür waren u. a. das zu schnelle Wachstum, die Finanzierung langfristiger Investitionen durch kurzfristige Kredite und die unüberschaubare Organisation der über 200 Großkonzern-Firmen, sowie die übermäßige Diversifizierung in neue Bereiche. Jahns Hauptfehler sei, nach eigener Aussage, die Einstellung eines Bankers als Finanzchef gewesen.
Nach 1982 betätigte sich Friedrich Jahn erneut mit Erfolg in der Systemgastronomie. 
Jahn starb 1998 in Bad Wiessee an Leukämie. Das Grab von Friedrich Jahn befindet sich auf dem Waldfriedhof Grünwald bei München.

## Publikationen
- Ein Leben für den Wienerwald. Vom Kellner zum Millionär – und wieder zurück., Autobiografie, 1993 im Selbstverlag erschienen (ohne ISBN)

## Auszeichnungen
- Ehrenmitglied der katholischen Studentenverbindung KaV Austro-Danubia Linz im ÖCV
- Bayerischer Verdienstorden (1971)
- 1973: Bundesverdienstkreuz 1. Klasse (29. August 1973)[8]
- Großes Ehrenzeichen der Republik Österreich (1993)
- Goldenes Verdienstkreuz der Stadt Wien (1993)
- Ernennung zum Kommerzialrat